# Gérard Berlic
Gérard Berlic, né à Alger (Algérie française) le 22 septembre 1941 et mort à Canet-en-Roussillon (Pyrénées-Orientales) le 30 novembre 1993, est un enseignant, documentaliste et ornithologue français. C'est l'un des pionniers de l'ornithologie dans les Pyrénées-Orientales.

## Biographie
À l'âge de dix-huit ans, il part enseigner dans l'Atlas saharien, où il découvre sa passion pour les oiseaux, intérêt qui se poursuit lorsqu'il s'installe en 1964 en Saône-et-Loire puis à partir de 1971 dans les Pyrénées-Orientales, d'abord en montagne, en Cerdagne, puis sur le littoral. Entre 1976 et 1995, dix-sept publications paraissent sous son nom.
Durant plus de vingt ans, il réalise de nombreux inventaires importants de l'avifaune des Pyrénées-Orientales, publie des comptes-rendus dans diverses revues naturalistes et participe à divers atlas des oiseaux de France. Membre de l'Association régionale ornithologique du Midi et des Pyrénées (AROMP) et de l'Association Charles-Flahaut, il est un des fondateurs du Groupe Ornithologique du Roussillon (GOR). En 1984, il contribue à sauver la collection de spécimens d'oiseaux du Muséum d'histoire naturelle de Perpignan dont il détermine les espèces d'oiseaux du paléarctique occidental.
Il démontre également la présence de l'ours des Pyrénées dans le massif du Carlit au XIXe siècle en analysant les traces laissées par des individus de cette espèce,.

## Publications
- Le baguage des oiseaux dans les Pyrénées-Orientales : reprises, contrôles, 1952-1991, Naturalia ruscinonensia, 1995